# Es war mir ein Vergnügen
Es war mir ein Vergnügen ist eine deutsche Filmkomödie des Regisseurs Imo Moszkowicz aus dem Jahr 1963. Der Schwarzweißfilm, der auf einer Novelle von Curtis Bernhardt und Hans Jacoby basiert, wurde am 29. November 1963 im Universum in München uraufgeführt.

## Handlung
Nicoles Mutter landet auf der Durchreise in München, wo sie ihren langjährigen Bekannten Thomas Andermatt trifft. Thomas ist Generalmusikdirektor der Oper und freut sich, seine Bekannte mal wieder zu sehen. Sie hat eine Bitte an ihn: Da sie drei Wochen verreisen muss, soll er sich hin und wieder um ihre Tochter Nicole kümmern, die seit sechs Wochen in München die Ballettschule besucht. Thomas hat Nicole das letzte Mal vor sechs Jahren gesehen, als das Mädchen zwölf Jahre alt war. Nun sucht er sie in der Ballettschule auf und lernt eine fast erwachsene junge Frau kennen.
In den folgenden Wochen strapaziert Nicole Thomas’ Nerven sehr. Sie glaubt, in Musiker George die große Liebe ihres Lebens gefunden zu haben, und ist tief verzweifelt, als George eine andere Freundin findet. Er glaubte, dass Nicole seine Kreativität vernichtet. Nicole verschwindet daraufhin spurlos und Thomas glaubt, sie wolle sich etwas antun. Tatsächlich plant Nicole, sich vor ein Auto zu werfen, und landet vor dem Auto von Carl-Friedrich Graf Lerchenau, genannt Charly. Dank moderner Bremsen wird Nicole nicht überrollt und verliebt sich in den jungen Mann. Auf der Hasenjagd schießt Nicole wenig später versehentlich nicht auf den Hasen, sondern auf Maler Moravian, in dem sie den neuen Mann fürs Leben findet. Sie steht ihm nackt Modell, erfährt jedoch von Freunden, dass er die Ehe und auch Kinder strikt ablehnt. Sie trennt sich von ihm und Moravia verflucht ihren nächsten Liebhaber.
Thomas hat neben der Sorge um Nicole, der er mal mit Geld, mal mit einer Unterkunft aushilft, ebenfalls zahlreiche Liebschaften. Mit dem Opernstar Lotte Menzel-Schröder landet er im Bett, trinkt mit Sängerin Maria Rivaldi nachts Sekt und versucht ständig, seine Freundin Dr. Gloria Weingarten von seiner Treue zu überzeugen. Auch Nicole braucht weiterhin seine Aufmerksamkeit, zweifelt sie doch an ihrem tänzerischen Talent. Als Thomas ihr erzählt, dass der berühmte Ballettstar Pierre Langeais in der Oper auftreten wird, kommt sie zu einer Probe. Pierre wird ihr neuer Freund, erfährt jedoch, dass sein Vorgänger den Nachfolger – also ihn – verflucht hat. Nicole will den abergläubischen Pierre beruhigen und eine kurze Affäre mit Thomas anfangen. Schnell verliebt sich Nicole jedoch in Thomas, der ihre Schwärmerei annimmt. Sie spricht bereits von Heirat, als ihre Mutter nach drei Wochen nach München zurückkehrt. Sie hat den Fotografen Freddy bei sich, der Nicole sofort gefällt. Sie fährt in seinem Wagen davon, während Nicoles Mutter mit Thomas in die Stadt fährt. Sie hofft, dass Nicole ihm keine großen Umstände gemacht habe, und er antwortet halb ironisch: „Es war mir ein Vergnügen.“

## Entstehungsgeschichte

### Produktion

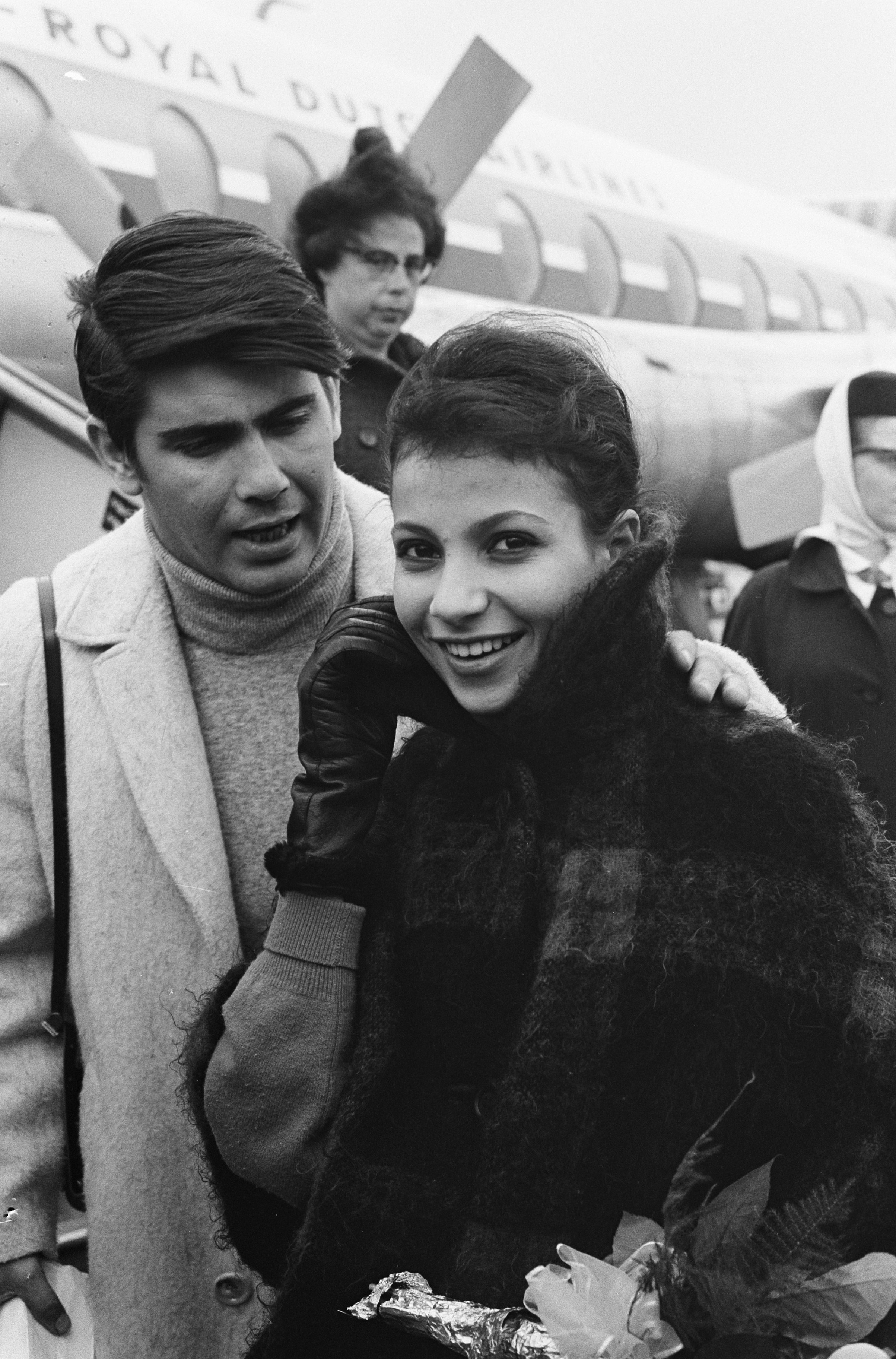
Esther und Abi Ofarim im Oktober 1963

Der Filmproduzent Gero Wecker hatte mit seiner 1953 gegründeten Arca-Filmproduktion regelmäßig erfolgreiche Skandalfilme hergestellt, darunter Liane, das Mädchen aus dem Urwald (1956), Anders als du und ich (§ 175) (beide 1957) oder Madeleine Tel. 13 62 11. Entsprechend frivol geriet auch die Drehbuchvorlage für den von Weckers Team-Film GmbH produzierten Film Es war mir ein Vergnügen, der von den Liebschaften einer jungen Balletttänzerin erzählt. Neben Axel von Ambesser konnte man für die Besetzung der Hauptrollen auch Esther Ofarim gewinnen. Letztere hatte im gleichen Jahr den zweiten Platz beim Eurovision Song Contest 1963 belegt. Es war mir ein Vergnügen sollte allerdings der einzige Film bleiben, in dem Esther Ofarim eine Hauptrolle übernahm. Ihr Ehemann Abi Ofarim ist in einer Nebenrolle als Maler Moravian zu sehen.
Die Dreharbeiten für den in Schwarzweiß gedrehten Film fanden in West-Berlin und München statt. Die Innenaufnahmen drehte man im Arca-Filmatelier in Berlin-Pichelsberg. Das Szenenbild entwarf der Filmarchitekt Ernst H. Albrecht. Für die Kostüme zeichnete Vera Mügge verantwortlich.

### Musik
Die Filmmusik stammt von Peter Thomas, der auch das von Esther Ofarim gesungene Titellied Das ist meine Liebe (Text: Fritz Rotter und Hans Jacoby) komponierte. Mit einem anderen Arrangement ist es im Film noch ein zweites Mal zu hören. Die Aufnahme des Titelliedes wurde noch Ende 1963 von Ofarims Plattenfirma Philips angekauft und auf Single (B-Seite: Dirty Old Town (Ich fand mein Glück)) veröffentlicht.

## Rezeption

### Veröffentlichung
Die Freiwillige Selbstkontrolle der Filmwirtschaft (FSK) gab den Film am 28. November 1963 ohne Feiertagsfreigabe ab 18 Jahren frei. Die Uraufführung des vom Nora-Filmverleih vertriebenen Films erfolgte einen Tag später im Universum in München. Die ursprüngliche Altersfreigabe ab 18 Jahren erklärt sich durch die im Film mehrfach dargestellte „Kuppelei“, damals noch eine strafbare Handlung. Der Film lief am 28. August 1971 erstmals im ARD-Programm im Fernsehen und erschien 2005 auf DVD. Die FSK hat den Film inzwischen auf eine Freigabe ohne Altersbeschränkung herabgesetzt.

### Kritik
Der film-dienst bezeichnete Es war mir ein Vergnügen als „klischeereiche Volksbelustigung“.